# Campeonato Italiano de Futebol de 2022–23 – Segunda Divisão
A Série B de 2022–23 (conhecida como Série BKT por motivos de patrocínio) foi a 91ª temporada da Série B desde sua criação em 1929.

## Equipes

### Mudança de times
| Pos | Promovidos para Serie A de 2022–23 |
| --- | ---------------------------------- |
| 1º  | Lecce                              |
| 2º  | Cremonese                          |
| 3°  | Monza                              |

| Pos | Rebaixados da Serie A de 2021–22 |
| --- | -------------------------------- |
| 18º | Cagliari                         |
| 19º | Genoa                            |
| 20º | Venezia                          |

| Pos        | Promovidos da Serie C de 2021–22 |
| ---------- | -------------------------------- |
| Grupo A    | Südtirol                         |
| Grupo B    | Modena                           |
| Grupo C    | Bari                             |
| (Playoffs) | Palermo                          |

| Pos | Rebaixados à Serie B de 2021–22 |
| --- | ------------------------------- |
| 17º | Vicenza                         |
| 18º | Alessandria                     |
| 19º | Crotone                         |
| 20º | Pordenone                       |

### Estádios e localização
| Time       | Localização        | Estádio               | Capacidade |
| ---------- | ------------------ | --------------------- | ---------- |
| Ascoli     | Ascoli Piceno      | Cino e Lillo Del Duca | 12 461     |
| Bari       | Bari               | San Nicola            | 58 270     |
| Benevento  | Benevento          | Ciro Vigorito         | 16 867     |
| Brescia    | Brescia            | Mario Rigamonti       | 19 500     |
| Cagliari   | Cagliari           | Unipol Domus          | 16 416     |
| Cittadella | Cittadella (Padua) | Pier Cesare Tombolato | 7 623      |
| Como       | Como               | Giuseppe Sinigaglia   | 13 602     |
| Cosenza    | Cosenza            | San Vito-Gigi Marulla | 24 209     |
| Frosinone  | Frosinone          | Benito Stirpe         | 16 227     |
| Genoa      | Genoa              | Luigi Ferraris        | 36 599     |
| Modena     | Modena             | Alberto Braglia       | 21 092     |
| Palermo    | Palermo            | Renzo Barbera         | 36 365     |
| Parma      | Parma              | Ennio Tardini         | 27 906     |
| Perugia    | Perugia            | Renato Curi           | 23 625     |
| Pisa       | Pisa               | Arena Garibaldi       | 25 000     |
| Reggina    | Reggio Calabria    | Oreste Granillo       | 27 543     |
| SPAL       | Ferrara            | Paolo Mazza           | 16 134     |
| Südtirol   | Bolzano            | Druso                 | 5 539      |
| Ternana    | Terni              | Libero Liberati       | 22 000     |
| Venezia    | Venice             | Pier Luigi Penzo      | 11,150     |

## Classificação
| Pos | Equipe        | Pts | J  | V  | E  | D  | GP | GC | SG  | Promovido, classificação ou rebaixado |
| --- | ------------- | --- | -- | -- | -- | -- | -- | -- | --- | ------------------------------------- |
| 1   | Frosinone (C) | 80  | 38 | 24 | 8  | 6  | 63 | 26 | +37 | Promoção para Serie A de 2023–24      |
| 2   | Genoa         | 73  | 38 | 21 | 11 | 6  | 53 | 28 | +25 | Promoção para Serie A de 2023–24      |
| 3   | Bari          | 65  | 38 | 17 | 14 | 7  | 58 | 37 | +21 | Playoffs de promoção semifinais       |
| 4   | Parma         | 60  | 38 | 17 | 10 | 11 | 48 | 39 | +9  | Playoffs de promoção semifinais       |
| 5   | Cagliari      | 60  | 38 | 15 | 15 | 8  | 50 | 34 | +16 | Preliminares de playoffs de promoção  |
| 6   | Südtirol      | 58  | 38 | 14 | 16 | 8  | 38 | 34 | +4  | Preliminares de playoffs de promoção  |
| 7   | Reggina       | 50  | 38 | 17 | 4  | 17 | 49 | 45 | +4  | Excluído                              |
| 8   | Venezia       | 49  | 38 | 13 | 10 | 15 | 51 | 50 | +1  | Preliminares de playoffs de promoção  |
| 9   | Palermo       | 49  | 38 | 11 | 16 | 11 | 48 | 49 | −1  |                                       |
| 10  | Modena        | 48  | 38 | 13 | 9  | 16 | 47 | 53 | −6  |                                       |
| 11  | Pisa          | 46  | 38 | 11 | 13 | 14 | 48 | 42 | +6  |                                       |
| 12  | Ascoli        | 47  | 38 | 12 | 11 | 15 | 40 | 47 | −7  |                                       |
| 13  | Como          | 47  | 38 | 10 | 17 | 11 | 47 | 48 | −1  |                                       |
| 14  | Ternana       | 43  | 38 | 11 | 10 | 17 | 37 | 52 | −15 |                                       |
| 15  | Cittadella    | 43  | 38 | 9  | 16 | 13 | 34 | 45 | −11 |                                       |
| 16  | Brescia       | 40  | 38 | 9  | 13 | 16 | 36 | 57 | −21 | Salvo do rebaixamento                 |
| 17  | Cosenza (O)   | 40  | 38 | 9  | 13 | 16 | 30 | 53 | −23 | Playoffs de rebaixamento              |
| 18  | Perugia       | 39  | 38 | 10 | 9  | 19 | 40 | 51 | −11 | Rebaixado à Serie C de 2023–24        |
| 19  | SPAL          | 38  | 38 | 8  | 14 | 16 | 41 | 51 | −10 | Rebaixado à Serie C de 2023–24        |
| 20  | Benevento     | 35  | 38 | 7  | 14 | 17 | 32 | 49 | −17 | Rebaixado à Serie C de 2023–24        |

1. ↑  Genoa foi punido pela perda de 1 ponto devido a irregularidades no pagamento do imposto de renda.[1]
2. 1 2 3  Se o 3º colocado terminar 15 ou mais pontos à frente do 4º colocado, os play-offs de promoção não serão disputados e o 3º colocado será promovido à Série A.
3. ↑  Reggina foi punido pela perda de 5 pontos por não pagar impostos e salários de jogadores em dia.[2]
4. ↑  Reggina foi excluído e rebaixado para a Série D por problemas financeiros
5. ↑  Se o 16º colocado terminar 5 ou mais pontos à frente do 17º colocado, o play-out de rebaixamento não será disputado e o 17º colocado será rebaixado para a Série C

## Resultados
| Mandante \ Visitante | ASC | BAR | BEN | BRE | CAG | CIT | COM | COS | FRO | GEN | MOD | PAL | PAR | PER | PIS | REG | SPA | SUD | TER | VEN |
| -------------------- | --- | --- | --- | --- | --- | --- | --- | --- | --- | --- | --- | --- | --- | --- | --- | --- | --- | --- | --- | --- |
| Ascoli               | —   | 0–1 | 0–0 | 4–3 | 2–1 | 0–0 | 3–3 | 1–1 | 0–1 | 0–0 | 1–2 | 1–2 | 1–3 | 1–0 | 2–1 | 0–1 | 1–1 | 1–0 | 2–1 | 0–1 |
| Bari                 | 0–2 | —   | 2–0 | 6–2 | 1–1 | 1–1 | 2–2 | 2–1 | 0–0 | 1–2 | 4–1 | 1–1 | 4–0 | 0–2 | 0–0 | 1–0 | 2–2 | 2–2 | 0–0 | 1–0 |
| Benevento            | 1–1 | 1–1 | —   | 1–0 | 0–2 | 1–0 | 0–0 | 0–1 | 2–1 | 1–2 | 2–1 | 0–1 | 2–2 | 0–2 | 0–0 | 1–2 | 1–3 | 0–2 | 2–3 | 1–2 |
| Brescia              | 1–1 | 0–2 | 1–0 | —   | 1–1 | 1–1 | 0–1 | 2–1 | 1–3 | 0–3 | 0–1 | 1–1 | 0–2 | 2–1 | 1–1 | 0–2 | 2–0 | 2–0 | 1–0 | 1–1 |
| Cagliari             | 4–1 | 0–1 | 1–0 | 2–1 | —   | 2–1 | 2–0 | 2–0 | 0–0 | 0–0 | 1–0 | 2–1 | 1–1 | 3–2 | 1–1 | 1–1 | 2–1 | 1–1 | 2–1 | 1–4 |
| Cittadella           | 3–0 | 0–3 | 3–1 | 0–0 | 0–0 | —   | 0–0 | 1–1 | 1–0 | 0–1 | 0–0 | 3–3 | 0–1 | 0–2 | 4–3 | 3–2 | 0–0 | 0–2 | 0–2 | 1–1 |
| Como                 | 1–1 | 1–1 | 2–1 | 0–1 | 1–1 | 2–0 | —   | 5–1 | 0–2 | 2–2 | 1–0 | 1–1 | 2–0 | 1–0 | 2–2 | 0–1 | 3–3 | 0–2 | 3–1 | 1–0 |
| Cosenza              | 1–3 | 0–1 | 1–1 | 1–1 | 0–1 | 1–1 | 3–1 | —   | 1–2 | 1–2 | 2–1 | 3–2 | 1–0 | 0–0 | 1–0 | 2–1 | 1–0 | 0–0 | 0–0 | 1–1 |
| Frosinone            | 2–0 | 1–0 | 1–0 | 3–0 | 2–2 | 3–0 | 2–0 | 0–1 | —   | 3–2 | 2–1 | 1–0 | 3–4 | 1–0 | 0–0 | 3–1 | 2–0 | 0–0 | 3–0 | 3–0 |
| Genoa                | 2–1 | 4–3 | 0–0 | 1–1 | 0–0 | 0–1 | 1–1 | 4–0 | 1–0 | —   | 1–0 | 2–0 | 3–3 | 2–0 | 0–0 | 1–0 | 3–0 | 2–0 | 1–0 | 1–0 |
| Modena               | 0–1 | 1–1 | 1–1 | 1–3 | 2–0 | 0–0 | 5–1 | 2–0 | 0–1 | 2–2 | —   | 0–2 | 1–1 | 1–1 | 1–0 | 1–0 | 0–0 | 2–1 | 4–1 | 2–2 |
| Palermo              | 2–3 | 1–0 | 1–1 | 2–2 | 2–1 | 0–0 | 0–0 | 0–0 | 1–1 | 1–0 | 5–2 | —   | 1–0 | 2–0 | 3–3 | 2–1 | 2–1 | 0–1 | 0–0 | 0–1 |
| Parma                | 0–1 | 2–2 | 0–1 | 2–0 | 2–1 | 3–1 | 1–0 | 1–0 | 2–1 | 2–0 | 1–2 | 2–1 | —   | 2–0 | 0–1 | 2–0 | 0–1 | 0–0 | 2–3 | 2–1 |
| Perugia              | 1–0 | 1–3 | 3–2 | 4–0 | 0–5 | 0–2 | 0–0 | 0–0 | 1–1 | 1–0 | 0–1 | 3–3 | 0–0 | —   | 1–3 |     | 0–0 | 1–2 | 3–0 | 2–1 |
| Pisa                 | 2–0 | 1–2 | 2–0 | 3–0 | 0–0 | 1–2 | 2–2 | 3–1 | 1–3 | 0–1 | 4–2 | 1–1 | 0–0 | 2–1 | —   | 0–1 | 1–2 | 0–1 | 3–1 | 1–1 |
| Reggina              | 1–0 | 0–0 | 2–2 | 1–2 | 0–4 | 3–0 | 2–1 | 3–0 | 0–3 | 2–1 | 2–1 | 3–0 | 0–1 | 2–3 | 0–2 | —   | 0–1 | 4–0 | 2–1 | 1–0 |
| SPAL                 | 1–1 | 3–4 | 1–2 | 2–2 | 1–0 | 2–1 | 1–1 | 5–0 | 0–2 | 0–2 | 2–3 | 1–1 | 0–1 | 1–1 | 0–1 | 1–3 | —   | 1–1 | 1–1 | 2–0 |
| Südtirol             | 2–2 | 0–1 | 1–1 | 1–0 | 2–2 | 1–1 | 1–1 | 1–1 | 1–1 | 0–0 | 0–2 | 1–1 | 1–0 | 2–1 | 2–1 | 2–1 | 2–0 | —   | 0–0 | 1–2 |
| Ternana              | 1–0 | 1–0 | 2–2 | 0–0 | 1–0 | 1–2 | 0–3 | 1–1 | 2–3 | 1–2 | 2–1 | 3–0 | 1–1 | 1–0 | 2–1 | 1–0 | 0–0 | 0–1 | —   | 1–4 |
| Venezia              | 0–1 | 1–2 | 0–2 | 1–1 | 0–0 | 1–1 | 3–2 | 2–0 | 1–3 | 1–2 | 5–0 | 3–2 | 2–2 | 3–2 | 1–1 | 1–2 | 2–1 | 0–1 | 2–1 | —   |

## Playoffs de promoção

### Preliminares
| Equipe 1 | Resultado | Equipe 2 |
| -------- | --------- | -------- |
| Cagliari | 2–1       | Venezia  |

| Equipe 1 | Resultado | Equipe 2 |
| -------- | --------- | -------- |
| Südtirol | 1–0       | Reggina  |

### Partidas
Jogo único
| 26 de maio de 2023 | Südtirol              | 1 – 0     | Reggina | Bolzano                                     |  |
| 20:30 (UTC+2)      | Daniele Casiraghi 89' | Relatório |         | Estádio: Druso Árbitro: ITA Antonio Rapuano |  |

| 27 de maio de 2023 | Cagliari                   | 2 – 1     | Venezia              | Cagliari                                          |  |
| 20:30 (UTC+2)      | Gianluca Lapadula 14', 18' | Relatório | 52' Nicholas Pierini | Estádio: Unipol Domus Árbitro: ITA Marco Di Bello |  |

### Semifinal
| Equipe 1 | Total | Equipe 2 | 1.º jogo | 2.º jogo |
| -------- | ----- | -------- | -------- | -------- |
| Cagliari | 3–2   | Parma    | 3–2      | 0–0      |

| Equipe 1 | Total | Equipe 2 | 1.º jogo | 2.º jogo |
| -------- | ----- | -------- | -------- | -------- |
| Südtirol | 1–1   | Bari     | 1–0      | 0–1      |

Bari passou para a proxima fase pela campanha feita na temporada regular

### Partidas
Ida
| 29 de maio de 2023 | Südtirol           | 1 – 0     | Bari | Bolzano                                       |  |
| 20:30 (UTC+2)      | Matteo Rover 90+2' | Relatório |      | Estádio: Druso Árbitro: ITA Frederico Dionisi |  |

| 30 de maio de 2023 | Cagliari                                              | 3 – 2     | Parma                                  | Cagliari                                          |  |
| 20:30 (UTC+2)      | Zito Luvumbo 68', 89' · Gianluca Lapadula 85' (pen) · | Relatório | 10' Adrian Benedyczak · 26' Simon Sohm | Estádio: Unipol Domus Árbitro: ITA Andrea Colombo |  |

Volta
| 2 de junho de 2023 | Bari                   | 1 – 0 (1 – 1 agr.) | Südtirol | Bari                                          |  |
| 20:30 (UTC+2)      | Leonardo Benedetti 70' | Relatório          |          | Estádio: San Nicola Árbitro: ITA Simone Sozza |  |

| 3 de junho de 2023 | Parma | 0 – 0 (2 – 3 agr.) | Cagliari | Parma                                                     |  |
| 20:30 (UTC+2)      |       | Relatório          |          | Estádio: Stadio Ennio Tardini Árbitro: ITA Daniele Orsato |  |

### Final
| Equipe 1 | Total | Equipe 2 | 1.º jogo | 2.º jogo |
| -------- | ----- | -------- | -------- | -------- |
| Cagliari | 2–1   | Bari     | 1–1      | 1–0      |

Ida
| 8 se junho de 2023 | Cagliari             | 1 – 1     | Bari                        | Cagliari                                            |  |
| 20:30 (UTC+2)      | Gianluca Lapadula 9' | Relatório | 90+6' (pen) Mirco Antenucci | Estádio: Unipol Domus Árbitro: ITA Maurizio Mariani |  |

#### Volta
| 11 de junho de 2023 | Bari | 0 – 1 (1 – 2 agr.) | Cagliari                 | Bari                                         |  |
| 20:30 (UTC+2)       |      | Relatório          | 90+4' Leonardo Pavoletti | Estádio: San Nicola Árbitro: ITA Marco Guida |  |

## Playoffs de rebaixamento
| Equipe 1 | Total | Equipe 2 | 1.º jogo | 2.º jogo |
| -------- | ----- | -------- | -------- | -------- |
| Cosenza  | 2–1   | Brescia  | 1–0      | 1–1      |

Cosenza venceu por 2–1 placar agregado e está livre do rebaixamento

## Estatísticas

### Artilharia
- Atualizado até 1 de maio de 2023[4]

| Pos. | Jogador            | Clube      | Gols |
| ---- | ------------------ | ---------- | ---- |
| 1    | Gianluca Lapadula  | Cagliari   | 17   |
| 1    | Joel Pohjanpalo    | Venezia    | 17   |
| 3    | Walid Cheddira     | Bari       | 16   |
| 4    | Matteo Brunori     | Palermo    | 15   |
| 5    | Samuele Mulattieri | Frosinone  | 12   |
| 6    | Mirko Antonucci    | Cittadella | 10   |
| 6    | Massimo Coda       | Genoa      | 10   |
| 8    | Mirko Antenucci    | Bari       | 9    |
| 8    | Alberto Cerri      | Como       | 9    |
| 8    | Ettore Gliozzi     | Pisa       | 9    |
| 8    | Albert Guðmundsson | Genoa      | 9    |
| 8    | Franco Vázquez     | Parma      | 9    |